# Ибрагимов, Сафьян Шарифзянович
Сафья́н Шарифзя́нович Ибраги́мов (24 августа 1926, Казань — 14 января 2014) — советский татарский композитор и актёр, заслуженный работник культуры Республики Татарстан.

## Биография
Самостоятельно научился играть на мандолине, затем на губной гармошке и «венской», на аккордеоне. Учился в Доме народного творчества, работал музыкантом и педагогом. В 1959—1986 гг. работал в Передвижном театре (ныне — Татарский государственный театр драмы и комедии имени Карима Тинчурина) заведующим музыкальной частью. Выполнил музыкальное оформление более 100 спектаклей («Молодые сердца» Ф.Бурнаша, «Парни из нашей деревни» Т.Миннуллина, и др.), участвовал в них в качестве артиста.
Автор более 400 популярных песен, в том числе «Картаямыни сон йорэк?!», «Сине уйлап янам».
Похоронен в посёлке Нагорный.

## Избранные сочинения
- Ибрагимов С. Ш. Разве сердце стареет?! : песни. — Казань : Татарское книжное издательство, 2009. — 159 с. — На татарском языке. — ISBN 978-5-298-01863-0